# Anthurium cogolloanum
Anthurium cogolloanum är en kallaväxtart som beskrevs av Thomas Bernard Croat och M.M.Mora. Anthurium cogolloanum ingår i släktet Anthurium och familjen kallaväxter. Inga underarter finns listade.